# پوش (زیست‌شناسی)

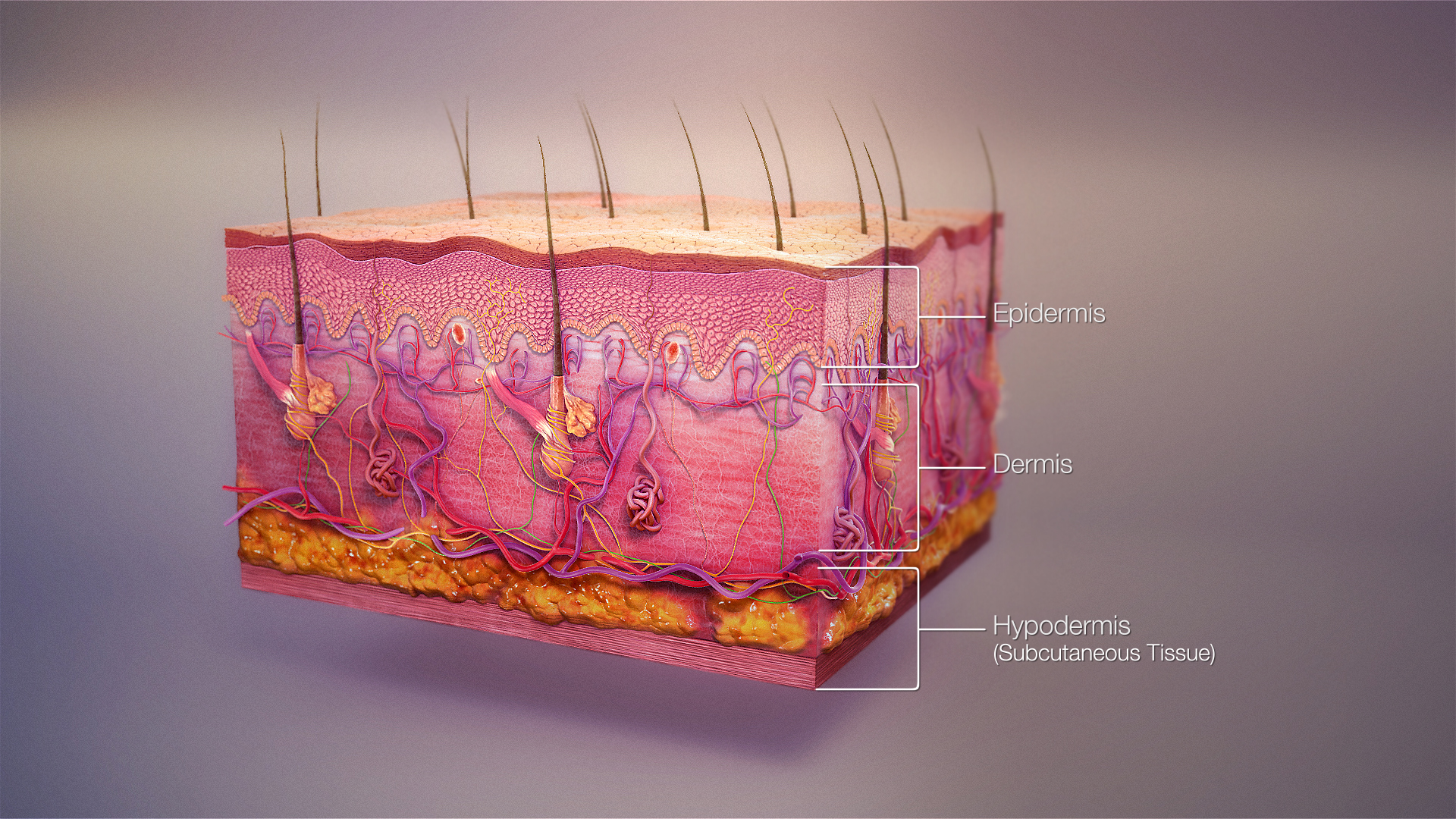
پوست انسان به صورت سه بعدی

پوش (به انگلیسی: Integument)، در زیست‌شناسی به‌عنوان پوشش طبیعی جانداران یا اندام، مانند پوست، پوش‌برگ، پوستک یا پوست میوه شناخته می‌شود. این اصطلاح از اینتِگومِنتوم (Integumentum) در لاتین نشات گرفته، که به معنی «یک پوشش» است. در معنای منتقل‌شده یا حس تلویحی، می‌تواند معنای ردا، عبا یا شِنِل باشد. در انگلیسی (integument) یک کلمه نسبتاً مدرن است، ریشه آن از اوایل قرن هفدهم ریشه می‌گیرد. این می‌تواند به معنای ماده یا لایه‌ای باشد که هرچیزی با آن محصور، پوشیده یا پوشانده شود و حس «مُلَبَس شده» یا «روکش شده» بدهد، همانند پوست یا پوش‌برگ.

## کاربرد گیاه‌شناسی
در گیاه‌شناسی، مفهوم آن شبیه به جانورشناسی است که اشاره به پوشش اندام دارد. هنگامی که موضوع چیزی خلاف آن را نشان نمی‌دهد، این کلمه معمولاً به پاکت پوشش‌دهنده تخمک اشاره دارد. پوش ممکن است از یک لایه (تک‌پوش) یا دو لایه (دوپوش) تشکیل شود که هر یک از آنها از دو یا چند لایه سلول تشکیل شده است. پوش توسط یک منفذ به نام مایکروپایل (micropyle)، که از طریق آن لوله گرده می‌تواند وارد شود سوراخ شده است. پوش به پوسته بذر تبدیل می‌شود.

## کاربرد جانورشناسی
پوش اندام در جانورشناسی به‌طور معمول شامل غشاهای بافت همبند مانند آنهایی است که در اطراف کلیه یا کبد هستند. در مراجعه به پوش حیوان، مفهوم معمول پوست و مشتقات آن است: سیستم پوششی، که در آن «پوششی» مترادف «پوستی» است.
در بندپایان، پوش، یا «پوست» خارجی، شامل یک لایه واحد از بافت پوششی برون‌پوست است که از آن پوستک به‌وجود می‌آید، یک پوشش خارجی از کیتین که سفتی آن بر حسب ترکیب شیمیایی آن متفاوت است. این ماده در تخمک وجود دارد و همچنین با نوسِلوس (nucellus) نیز کار می‌کند.

## اصطلاحات مشتقه و کاربردهای مختلف
اصطلاحات مشتق شامل اشکال مختلف وصفی مانند، پوششی (برای نمونه، سیستم)، پوشی (برای نمونه، غدد پوشی، «غدد سِپَروار، که پوش به دلیل ترشح فراوان مانند مثانه افزایش می‌یابد») و پوشیده می‌شود (در مقابل لخت).
سایر نمونه‌های گویای کاربرد در مقالات زیر وجود دارد:
- بافت همبند در عضله اسکلتی
- شریان پشتی آلت تناسلی مرد (نمونه‌ای از پوش محصورکننده اندام داخلی)
- پیه‌گیری
- گوشته (کاربرد عمومی جمع «پوش‌ها»)
- هرتزوگ و دمورن (کاربرد مجازی)
- دستگاه پوششی (مفهوم مربوط به پوست مهره‌داران و جنبه‌های پزشکی)
- عضلات پوشی (Integumental muscles)
- بافت نرم در موساسوریان
- بذر